# La Ferrière-Béchet
La Ferrière-Béchet è un comune francese di 219 abitanti situato nel dipartimento dell'Orne nella regione della Normandia.

## Società

### Evoluzione demografica
Abitanti censiti